# Pseudobersama mossambicensis
Pseudobersama mossambicensis är en tvåhjärtbladig växtart som först beskrevs av Sim, och fick sitt nu gällande namn av Bernard Verdcourt. Pseudobersama mossambicensis ingår i släktet Pseudobersama och familjen Melianthaceae. Inga underarter finns listade i Catalogue of Life.